# Castellvell de Solsona
El Castellvell de Solsona, Castell de Castellvell o simplement el Castellvell, és un castell que es troba dalt de l'homònim turó de 838 metres d'altitud al municipi d'Olius, a la comarca catalana del Solsonès. Edificació d'origen força antic (al segle xi ja se l'anomenava el vell), és una important fortificació i talaia al nord-oest de la ciutat de Solsona. És un monument declarat bé cultural d'interès nacional.

## Situació
El Castellvell és dalt del turó de Castellvell, a 130 metres per sobre de la ciutat de Solsona, essent així un mirador de primer ordre sobre tot el vinyet de Solsona i de gran part de la comarca del Solsonès.

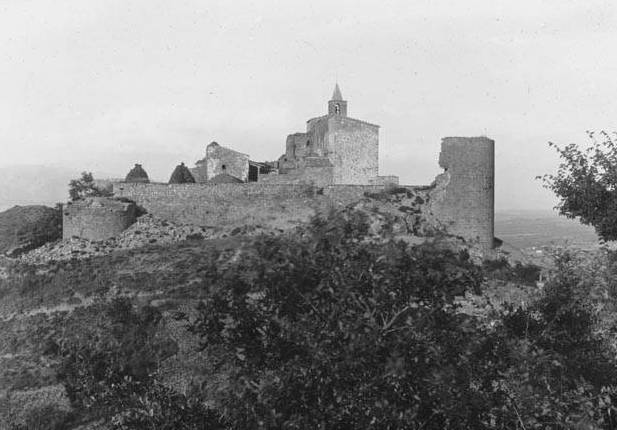
El castell de Castellvell en una imatge antiga

 Donant la volta en sentit invers a les agulles del rellotge, es pot veure:
- a l'oest, el serrat de la Torregassa;
- al sud, el santuari del Miracle i la serra de Pinós, amb Montserrat al fons;
- a l'est, el Pi de Sant Just i els espadats de Busa, i fins i tot, es pot veure el Montseny a l'horitzó;
- al nord, Sant Bartomeu en primer terme, i al fons destaca el Port del Comte, amb la Serra del Verd i el Pedraforca, i el Cadí per darrere, i ja tancant el cercle, el Montsec.

## Història

### Construcció
La construcció del castell va començar, per ordres del comte Sunyer d'Urgell, l'any 957, i el comte Borrell II del casal de Barcelona el feu reforçar el 973 per assegurar la defensa de la contrada.
Al segle xi, l'aleshores senyor de Solsona Ecard Miró, va començar les obres per a fortificar-lo més, obres que posteriorment a la seva mort, van continuar els seus descendents Bernat i Ramon de Tarroja, finalitzant-ne la construcció l'any 1217. El final de la construcció va tenir lloc quan la pubilla dels Tarroja, Agnès, ja s'havia casat amb el vescomte de Cardona, Ramon Folc IV de Cardona (1180-23 d'agost de 1241).

### Època romànica
De l'època romànica, fora del recinte, es conserven restes d'una església, a ponent, amb absis trilobat, que correspon a l'església parroquial de Sant Miquel de Castellvell. Fou substituïda per la parròquia de Brics, que n'havia estat sufragània.
Dins del mateix castell encara s'hi poden trobar mostres de la capella romànica que hi havia, però que es va modificar a l'estil gòtic durant el segle xv.

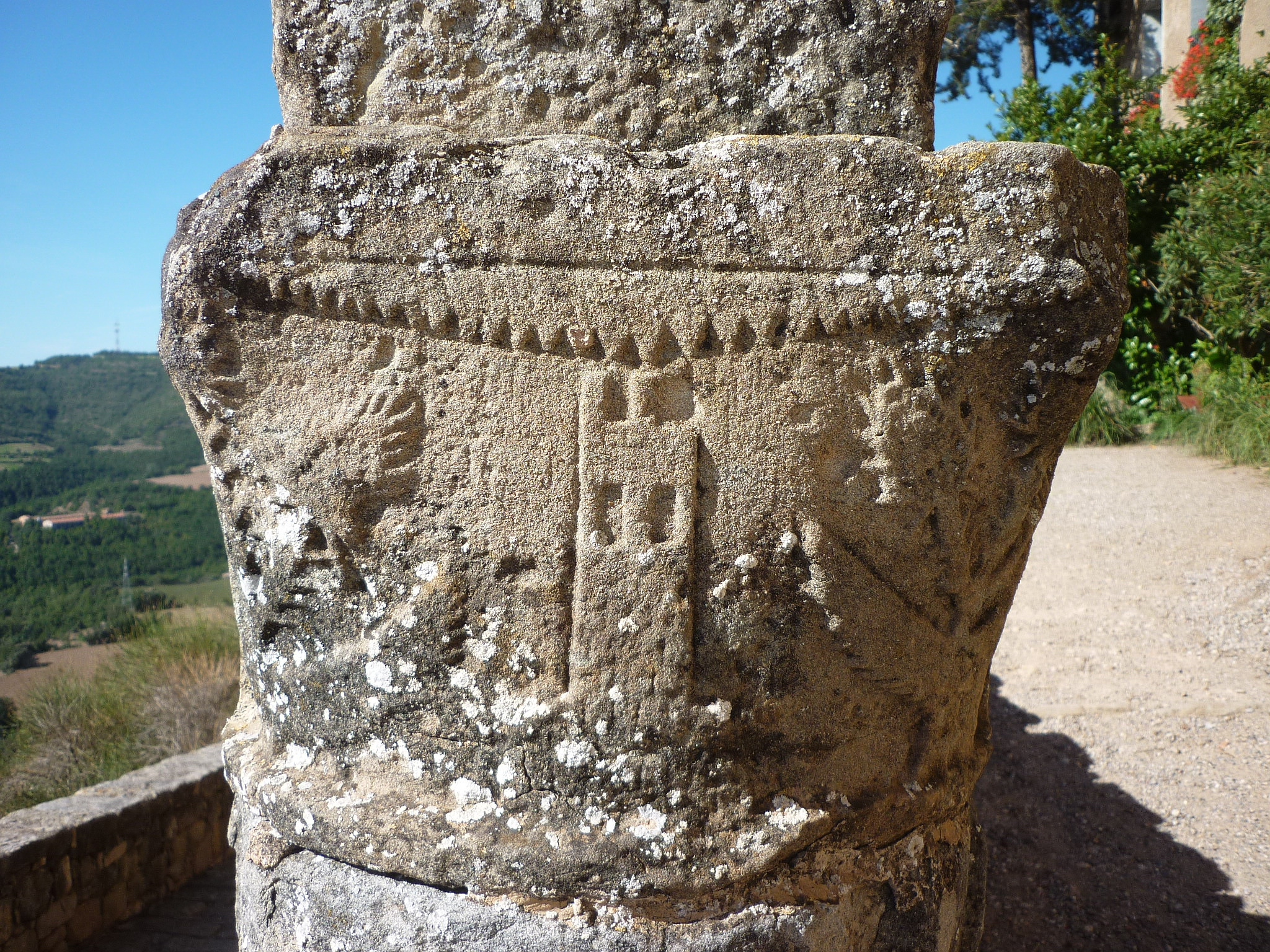
Capitell romànic, amb els escuts d'armes de les dues famílies.

Una altra mostra de l'època romànica la trobem en el capitell romànic que es conserva al recinte de la muralla. En aquest s'hi poden veure esculpits els escuts d'armes de les dues famílies: la torre dels Tarroja i el card dels Cardona. Aquests dos símbols, juntament amb la creu del monestir i un sol, els podem trobar també a l'escut de la ciutat de Solsona.

### Segle XIV
En el segle xiv, entre els anys 1310 i 1320, el castell patí àmplies reformes que engegà el vescomte de Cardona per adaptar la casa-castell a l'estil gòtic i convertir-lo en palau; durant aquestes reformes es va construir la gran sala que es podia trobar al costat est del recinte emmurallat, de forma quadrada, amb arcs apuntats transversals sobre columnes cilíndriques amb capitells cúbics, segons un model freqüent als castells catalans en època gòtica.
Després de 69 anys de mantenir-hi la seu de la casa senyorial, els Cardona van abandonar el castell per anar al castell del Camp. Aquest segon castell va rebre el nom de castell nou, i per contraposició, el que havien deixar al serrat s'anomenà el castell vell. El castell es va mantenir en custòdia de diversos nobles que reberen el títol de castlà de Castellvell, una denominació que es va mantenir fins al segle xvii.

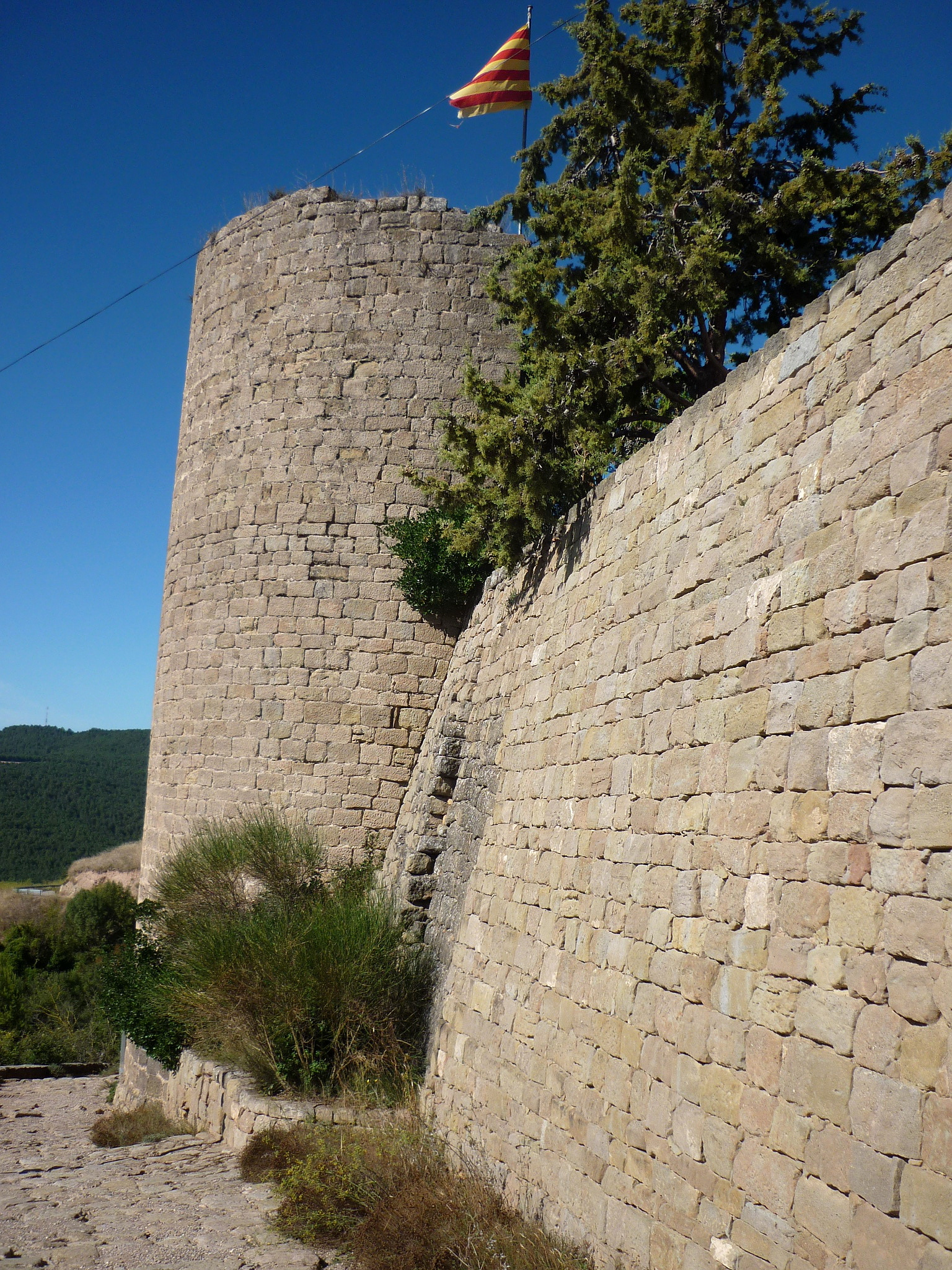
Torre (setembre 2013)

L'any 1389 el castell va patir la seva primera destrucció a mans del primer comte de Cardona, Hug II de Cardona, que en va autoritzar l'enderrocament per aprofitar-ne les pedres en la construcció de les noves muralles de Solsona.

### Segle XV
Tal com s'ha comentat anteriorment, durant el segle xv es va edificar on hi havia la capella romànica i sota la mateixa advocació de santa Maria, un important edifici de planta gòtica, on encara avui, s'hi manté el culte com a santuari de la Mare de Déu del Remei.

### Guerres carlines
Durant la Primera guerra Carlina, el baró de Meer va ordenar transformar-lo en un castell modern (que inclou l'antic) anomenat castell de Solsona.
El castell va patir greus danys durant les campanyes de la Tercera guerra carlina. L'any 1872, el carlí Morlans va ordenar ensorrar-ne les tres torres que actualment es troben escapçades de les quatre del recinte quadrat del qual només en resta la base, i la quarta torre escapà de la mateixa sort gràcies a l'arribada dels governamentals que n'impedí la destrucció.

## Santuari de la Mare de Déu del Remei

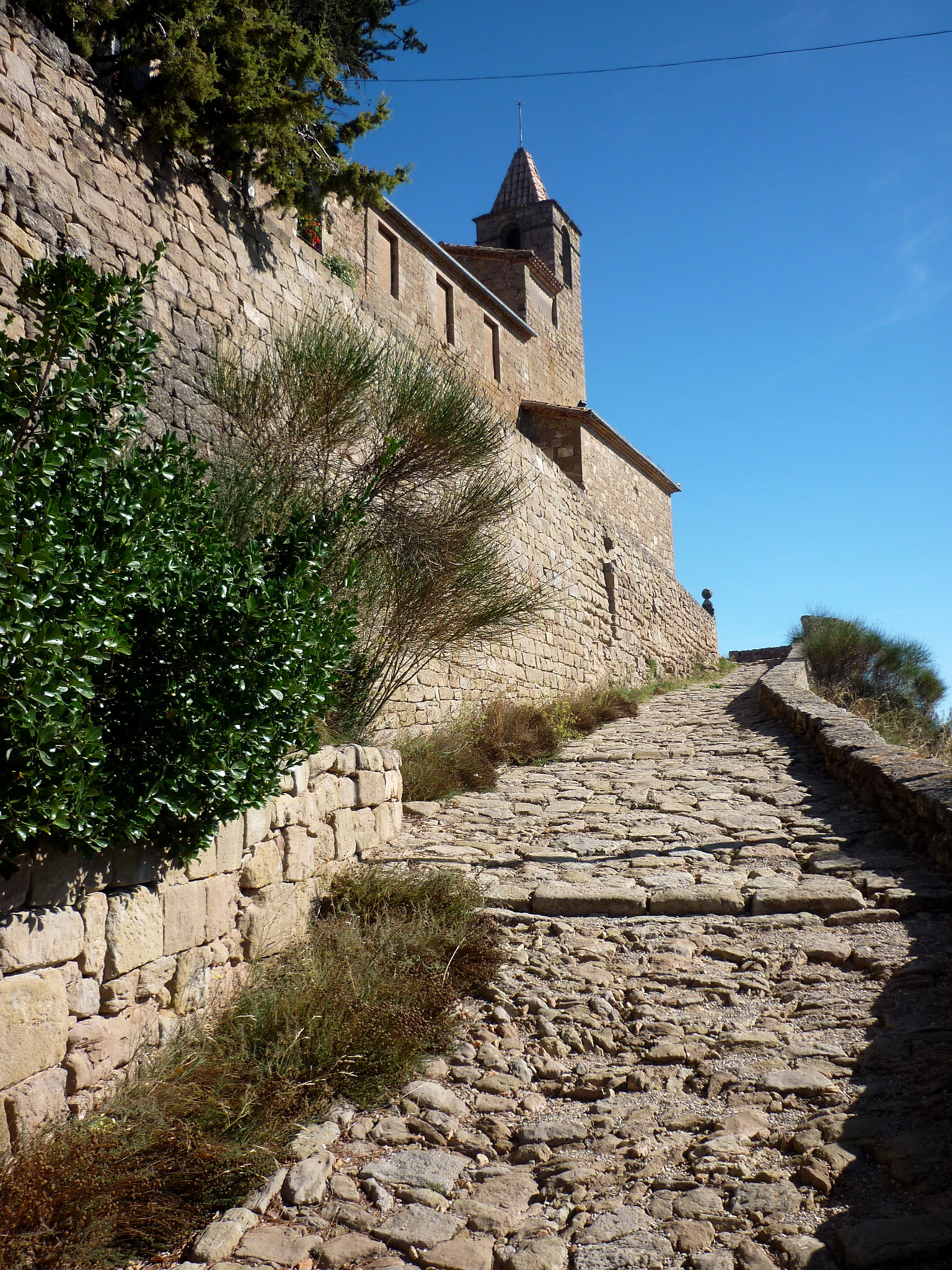
Pujada al Castellvell (setembre 2013)

Dins del recinte del castell hi ha també restes de la capella d'època romànica, però vers la primera meitat del s. XV fou edificat, sota la mateixa advocació de santa Maria, un notable edifici d'estructura gòtica, que ha romàs obert al culte com a santuari de la Mare de Déu del Remei.
| «                                   | Puig sou la nostra advocada contra qualsevol flagell Sigueu nostra remeiera Senyora del Castellvell | » |
| — Goigs de la Mare de Déu del Remei | |   |

### Talla
S'hi venera una imatge sedent de Maria, concretament una talla de la Mare de Déu de les Neus o de la llet (segle xiv). El 1882, el capellà del Castellvell va decidir mutilar la talla, ja que creia que era una representació vergonyosa. Actualment, el cap de l'infant Jesús es troba dipositat al Museu Diocesà i Comarcal de Solsona.

## Actualitat
Avui dia, el Castellvell de Solsona encara es troba habitat, i en un estat de conservació bastant bo. S'hi segueixen celebrant aplecs del Roseret que se celebra el primer diumenge de maig, i cada 10 de setembre és tradició realitzar-hi un aplec independentista, pujant-hi una gran senyera estelada que es penja a les muralles del castell, i celebrant-hi xerrades, per commemorar la diada.

### Barri del Castellvell
Un dels barris de la ciutat de Solsona porta el nom del mateix castell, trobant-se ubicat als peus del vessant nord-est el turó del Castellvell. En aquest barri, es van construir dos gegants amb els noms de Mingo, senyor del Castellvell (pel carrer del serrat del Mingo, eix central del barri), i Remei, senyora del Castellvell (per ser la patrona del barri), construïts per Manel Casserras i Andreu Soldevila i Culí, veïns del barri.